# Побачити Жулі
«Поба́чити Жулі́» (фр. Revoir Julie) — канадійський  (квебекський) романтичний фільм режисерки Жанни Крепо.

## Акторський склад
- Домінік Ледюк — Жулі;
- Стефані Морґенштерн — Джульєтта;
- Люсіль Белер — тітка Маґґі;
- Мюріель Дутіль — мати Жулі;
- Марсель Сабурін — пан Провеншер;
- Мар'єв Делоншон — молода Жулі;
- Марі-П'єр Коте — молода Джульєтта.

## Нагороди
- Глядацька нагорода на Лесбійському та феміністичному кінофестивалі у Парижі[ca] (1999).[1]